# Okręg wyborczy Peebles and Selkirk
Okręg wyborczy Peebles and Selkirk powstał w 1868 r. i wysyłał do brytyjskiej Izby Gmin jednego deputowanego. Okręg obejmował hrabstwa Peeblesshire i Selkirkshire w Szkocji. Został zlikwidowany w 1918 r.

## Deputowani do brytyjskiej Izby Gmin z okręgu Peebles and Selkirk
- 1868–1880: Graham Graham-Montgomery
- 1880–1886: Charles Tennant, Partia Liberalna
- 1886–1906: Walter Thorburn, Partia Konserwatywna
- 1906–1910: Alexander Murray, Partia Liberalna
- 1910–1910: William Younger, Partia Liberalna
- 1910–1918: Donald Maclean, Partia Liberalna